# Alloispermum
Alloispermum es un género de plantas con flores, perteneciente a la familia  Asteraceae. Comprende 23 especies descritas y de estas, solo 16 aceptadas. Se distribuye desde México hasta Sudamérica.

## Descripción
Son hierbas perennes, sufruticosas o arbustos, de hasta 7 m de alto; tallos erectos o trepadores, densamente hirsutos. Hojas opuestas, lanceoladas a angostamente ovadas, 6–12 cm de largo, ápice agudo a acuminado, dentadas, escabrosas en la haz con tricomas de bases abultadas que dejan la superficie sumamente áspera, pilosas en el envés, 3-nervias desde la base; muy cortamente pecioladas. Capitulescencias de capítulos amontonados, fasciculados, terminales; capítulos radiados, 6–7 mm de largo; filarias en 3 series, estriadas (los nervios confluentes en el ápice), ciliadas, de otro modo casi glabras; receptáculos planos; páleas lineares, estriadas, 4 mm de largo; flósculos del radio 5–8, fértiles, las lígulas 3–5 mm de largo, 3-dentadas, blancas; flósculos del disco 12–15, las corolas amarillas, el tubo y la porción inferior de la garganta densamente cubiertos de tricomas antrorsos, blancos, no resinoso-punteados; anteras con largos apéndices angostamente lanceolados. Aquenios del radio ca 1.5 mm de largo, glabros, sin vilano; aquenios del disco ca l mm de largo, pilosos, vilano de 15–18 escamas aristadas en la punta, 2.5–3 mm de largo, blancas.

## Taxonomía
El género fue descrito por Carl Ludwig Willdenow y publicado en Der Gesellschaft Naturforschender Freunde zu Berlin Magazin für die neuesten Entdeckungen in der Gesammten Naturkunde 1(2): 139. 1807. La especie tipo es:  Alloispermum caracasanum (Kunth) H. Rob.		

## Especies aceptadas
A continuación se brinda un listado de las especies del género Alloispermum aceptadas hasta julio de 2012, ordenadas alfabéticamente. Para cada una se indica el nombre binomial seguido del autor, abreviado según las convenciones y usos.
- Alloispermum caracasanum (Kunth) H.Rob.
- Alloispermum colimense (McVaugh) H.Rob.
- Alloispermum gonzaleziae (B.L.Turner) B.L.Turner
- Alloispermum insuetum C.F.Fernández, Urbatsch & G.Sullivan
- Alloispermum integrifolium (DC.) H.Rob.
- Alloispermum lindenii (Sch.Bip. ex Wedd.) H.Rob.
- Alloispermum longiradiatum (Urbatsch & B.L.Turner) B.L.Turner
- Alloispermum michoacanum (B.L.Rob.) B.L.Turner
- Alloispermum pachensis (Hieron.) H.Rob.
- Alloispermum palmeri (A.Gray) C.Fernández & L.Urbatsch
- Alloispermum scabrifolium (Hook. & Arn.) H.Rob.
- Alloispermum scabrum (Lag.) H.Rob.
- Alloispermum sodiroi (Hieron.) H.Rob.
- Alloispermum steyermarkii H.Rob.
- Alloispermum tridacoides (Urbatsch & B.L.Turner) C.Fernandez & Urbatsch
- Alloispermum weberbaueri H.Rob.